# Псевдоплектания чёрная
Псевдоплекта́ния чёрная (лат. Pseudoplectánia nigrélla) — вид грибов, входящий в род Псевдоплектания (Pseudoplectania) семейства Саркосомовые (Sarcosomataceae). Типовой вид рода.

## Описание

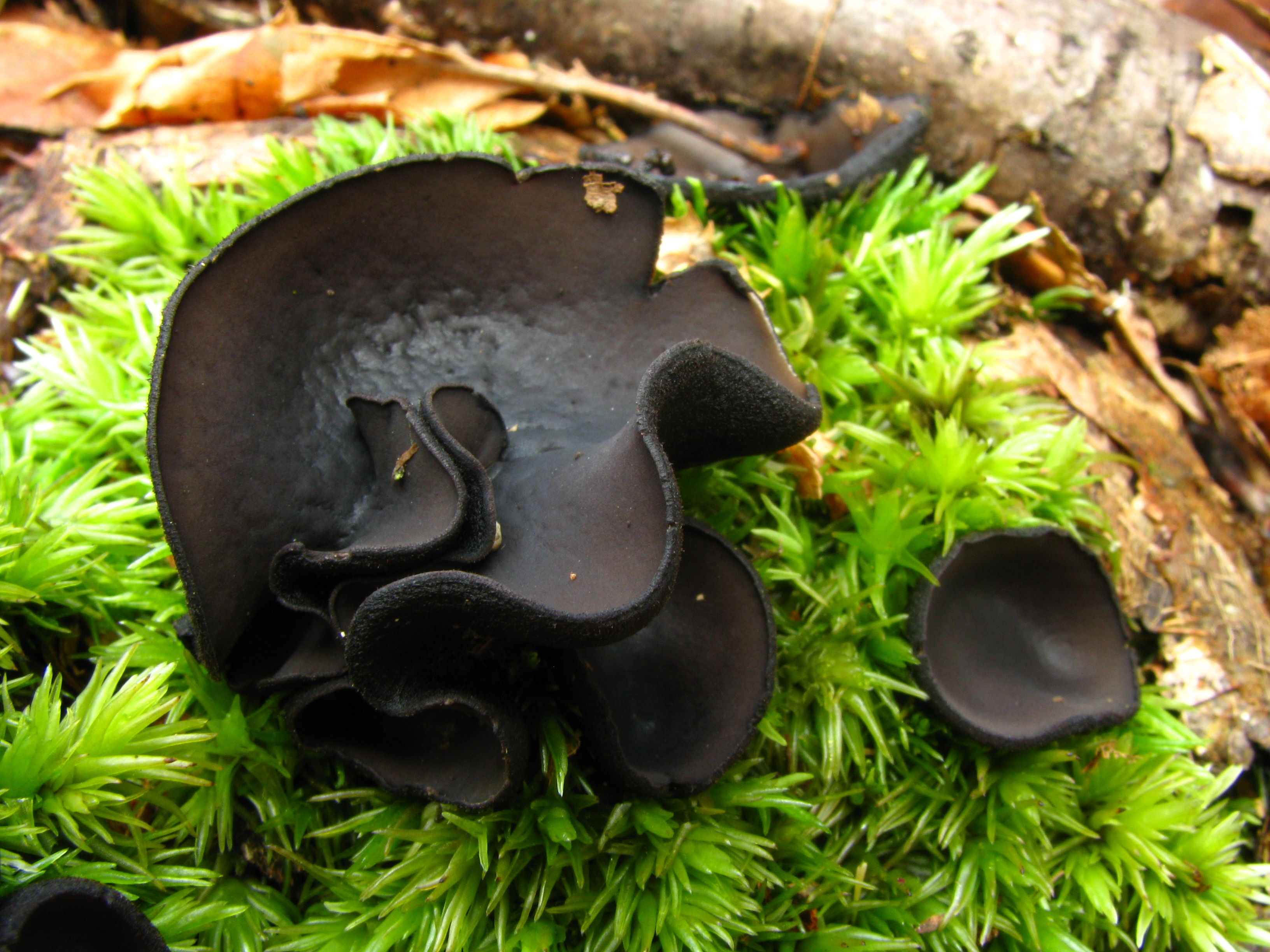
Псевдоплектания часто встречается на мхах

Плодовые тела — чашевидные апотеции 3—15 мм в высоту и до 2—3 см в диаметре, лишённые ножковидного выроста в основании. Обычно встречаются группами Внутренняя поверхность «чаши» (гименофор, диск апотеция) чёрно-коричневая до чёрной, блестящая, внешняя стерильная поверхность матовая от коротких буроватых волосков, чёрная или чёрно-коричневая.
Споры в массе белого цвета. Аски цилиндрической формы, 250—320×12—17 мкм, содержат 8 спор, каждая из которых одноклеточная, шаровидной формы, с гладкими стенками, 10—14 мкм в диаметре, обычно с одной крупной масляной каплей и множеством мелких. Парафизы нитевидные, с септами, часто ветвящиеся.
Пищевого значения не имеет, считается несъедобным грибом.

### Сходные виды
- Pseudoplectania melaena (Fr.) Sacc., 1889 — Псевдоплектания черноватая — отличается сначала чёрной и блестящей, затем — серовато-чёрной внутренней поверхностью апотециев, в основании вытянутых в некоторое подобие ножки.

## Экология и ареал
Сапротроф, произрастает во мху на опаде и древесине хвойных, часто в сосновых лесах. Встречается с ранней весны по начало лета.
Псевдоплектания чёрная широко распространена в Евразии и Северной Америке.

## Синонимы
- Crouania nigrella (Pers.) Hazsl., 1886
- Helvella hemisphaerica Wulfen, 1788
- Lachnea nigrella (Pers.) Gillet, 1880
- Otidella nigrella (Pers.) J.Schröt., 1885
- Peziza nigrella Pers., 1801basionym
- Plectania nigrella (Pers.) P.Karst., 1885
- Pseudoplectania nigrella var. episphagnum J.Favre, 1948
- Sarcoscypha nigrella (Pers.) Cooke, 1875
- Sepultaria nigrella (Pers.) Lambotte, 1887
- Sphaerospora nigrella (Pers.) Massee, 1895